# Cartoon Network Too
Cartoon Network Too (estilizado como Cartoon Network TOO, por sus iniciales: CN Too) fue un canal de televisión por suscripción británico creado por Turner Broadcasting System Europe. CN Too era la estación hermana de Cartoon Network UK, y a menudo emitía programas un tiempo después de que se mostraban en el canal principal. Durante el día, generalmente se transmitía programación de acción y aventuras como Ben 10: Alien Force y Star Wars: The Clone Wars. Durante las horas de la noche, también transmitió algunos programas que ya no se producen y que ya no tienen una gran demanda. Cartoon Network Too cerró el 1 de abril de 2014 siendo reemplazado por Cartoon Network +1, una señal timeshift del Cartoon Network principal.

## Historia
El 24 de abril de 2006, se lanzó Cartoon Network Too en SKY. También estuvo disponible en SCTV Digital cuando ese servicio estuvo disponible en 2006, junto con el canal principal de Cartoon Network y Boomerang. El canal se transmitía de 3 a. m. a 7 p. m., compartiendo una frecuencia de transmisión con TCM 2, una estación derivada de Turner Classic Movies exclusiva para el Reino Unido.
Durante sus primeros meses, Cartoon Network Too transmitió dibujos animados hechos principalmente por Hanna-Barbera, como El laboratorio de Dexter, Las chicas superpoderosas, Johnny Bravo, Wacky Races y Cow & Chicken. También mostró dibujos animados como Ed, Edd y Eddy, The Cramp Twins y Coraje, el Perro Cobarde.
A partir del 4 de septiembre de 2006, el canal cedió 9 de sus 16 horas de programación al día al bloque preescolar Cartoonito  desde las 6 a. m. hasta las 3 p. m. El tiempo de transmisión del CN Too se mantuvo de 3 a. m.. a 7 p. m., sin embargo, la programación real de Cartoon Network Too solo se transmitió entre las 3 a. m. y las 6 a. m. y luego de las 3 a las 7 p. m., ya que las horas restantes contenían la programación de Cartoonito y TCM2.
El 23 de mayo de 2007 a las 19 horas cerró por última vez la versión antigua del canal. El 24 de mayo de 2007, a las 3 a. m. la señal de Toonami UK cerró, y Cartoon Network Too tomó su lugar, lo que permitió que se lanzara un canal completo de Cartoonito en el lugar original de Cartoon Network Too en tiempo compartido con TCM2 (expandiendo Cartoonito de 9 a 16 horas al día, y emitiendo TCM2 las horas restantes). Los espectadores de Toonami recibieron un aviso tres semanas antes de que Turner retirara el canal del aire. Cartoon Network Too se relanzó en el antiguo dial de Toonami, en el canal 602 de Sky Digital y en el canal 732 de Virgin Media, también reemplazando al antiguo Toonami.
En junio de 2007, Cartoon Network Too estuvo disponible en Top Up TV Anytime, que es un servicio de video a pedido. Sin embargo, el 2 de junio de 2009, fue descontinuado. El canal principal de Cartoon Network siguió siendo accesible a través de Top Up TV Anytime. En junio de 2010, Cartoon Network Too fue eliminado de SCTV Digital como resultado de que ese servicio entró en administración. El 16 de mayo de 2012, el logotipo de Cartoon Network Too se cambió de acuerdo con el logotipo principal de Cartoon Network ya actualizado en 2010.
El 1 de abril de 2014, cerró Cartoon Network Too, el programa final del canal fue un episodio de Skatoony, seguido de promociones de lo que se estaba transmitiendo en la señal principal de Cartoon Network, luego un bumper en un clip del contenido promocional de Cartoon Network de 2007, que se mostró incompleto ya que Cartoon Network +1 se relanzó en el espacio del canal de Cartoon Network Too.